# Romeu Torres
Romeu Freitas Torres (Santo Tirso, 7 settembre 1986) è un ex calciatore portoghese, di ruolo attaccante.